# Svenska Skidlärarföreningen
Svenska skidlärarföreningen (SSLF) är en kamratförening som bildades 1958 på initiativ av Olle Rimfors, tillika föreningens första ordförande.
Föreningens syften är att främja samhörigheten mellan skidlärare, att tillvarata medlemmarnas intressen i olika skidsammanhang samt att bistå med information, utbildning, kunskap och utveckling. Man verkar för sitt ändamål i samarbete med andra skidorganisationer såväl i Sverige som internationellt, bland annat med ISIA, IVSI och Svenska Skidrådet.
Föreningen har ca 650 medlemmar och Caroline Nilsson är ordförande sedan november 2023.

## Ordförande genom tiderna
1958–1962 Olle Rimfors (5 år)

1963–1965 Curt Paulson (3 år)

1966–1967 Christer Haase (2 år)

1968–1971 Mats Carlsson (4 år)

1972–1975 Jan Crauers (4 år)

1976–1976 Gösta Lissola (1 år)

1977–1977 Sven-Erik ”Pinnen” Wilhelmson (1 år)

1978–1980 Olle Bengtsson (3 år)

1981–1983 Klaus Lindqvist (3 år)

1984–1987 Lars Vikström (4 år)

1988–1996 Mats Forslund (9 år)

1997–1997 Åsa Carlsson (1 år)

1998–2008 Eva Ruder Thorén (11 år)

2009–2015 Johan Larson (7 år)

2015–2020 Johan Frisch (5 år)

2020–2023 Stefan Atterlid (4 år)

2023–          Caroline Nilsson  